# Borotín (Tábori járás)
Borotín település Csehországban, a Tábori járásban. Borotín Radkov, Sedlec-Prčice, Sudoměřice u Tábora, Jistebnice, Chotoviny, Mezno és Střezimíř településekkel határos. Lakosainak száma 689 fő (2024. január 1.).

## Népesség
A település lakosságának változását az alábbi diagram mutatja:
| Lakosok száma | 2096 | 1665 | 1477 | 923  | 634  | 607  | 675  | 679  | 693  | 689  |
|               | 1869 | 1900 | 1921 | 1961 | 1980 | 2011 | 2016 | 2019 | 2021 | 2024 |